# Guido Münch
Guido Münch Paniagua (* 9. Juni 1921 in San Cristobal de las Casas, Mexiko; † 29. April 2020 in Pasadena, Kalifornien) war ein mexikanischer Astrophysiker und Astronom.
Münch studierte Bauingenieurwesen und Mathematik an der Nationalen Autonomen Universität von Mexiko mit dem Bachelorabschluss in Bauingenieurwesen und Mathematik 1939 und dem Masterabschluss in Mathematik 1943. Danach ging er an die University of Chicago, wo er 1946 in Astronomie und Astrophysik promoviert wurde (Problems of radiative transfer in the theory of stellar atmospheres). Er ging danach ans Tacubaya Observatorium der Universität Mexiko, kehrte aber 1947 als Instructor an die Universität Chicago zurück, wo er 1949 Assistant Professor wurde. Er war dort am Yerkes-Observatorium und arbeitete mit dem Astrophysiker Subrahmanyan Chandrasekhar über Strahlungstransport in Sternen. Außerdem kam er über Kontakte zu Gerhard Herzberg und William Wilson Morgan zur astronomischen Spektroskopie. Ab 1951 war er am Caltech, wo er Professor wurde und am Mount Wilson und Palomar-Observatorium wirkte. Er war 1977 bis 1991 Direktor am Max-Planck-Institut für Astronomie in Heidelberg und dort Professor an der Universität. Er arbeitete unter anderem am deutsch-spanischen Calar-Alto-Observatorium und am Instituto de Astrofísica de Canarias (Universität La Laguna) in Teneriffa (1992 bis 1996).
Münch befasste sich mit der Theorie von Sternatmosphären, Stellarspektroskopie, interstellarer Materie, Spektroskopie von Nebeln, Struktur von Galaxien und Solarphysik und Planetologie. Er arbeitete sowohl beobachtend als auch theoretisch.
Er war Mitglied der American Academy of Arts and Sciences (1962), der National Academy of Sciences (1967) und seit 1982 Gründungsmitglied der Third World Academy of Sciences. 1968 erhielt er die NASA Medal of Exceptional Scientific Merit für seine Beteiligung an den Mariner, Viking und Pioneer Missionen (Infrarot-Radiometrie). Er war Ehrendoktor des Nationalen Mexikanischen Instituts für Astrophysik, Optik und Elektronik. 1989 erhielt er den Prinz-von-Asturien-Preis. 1944 und 1958 war er Guggenheim Fellow. 1998 erhielt er den spanischen Orden Alfonso X, el sabio mit großem Kreuz. 1989 organisierte die International Astronomical Union eine Konferenz zu seinen Ehren in Granada.
Zu seinen Doktoranden zählt James E. Gunn.
Sein Sohn Christopher Münch (* 1962) ist Filmemacher.

## Schriften
- Interstellar Absorption Lines in Distant Stars, Astrophys. J., 1957
- The Theory of Model Stellar Model Atmospheres, in Jesse Greenstein Stellar Atmospheres, University of Chicago Press 1960
- An Analysis of the Spectrum of Mars, Astrophys. Journal, Band 139, 1964
- Galactic Structure and Interstellar Absorption Lines, in Adriaan Blaauw, Maarten Schmidt Galactic Structure, University of Chicago Press, 1965
- mit Laurence M. Trafton The Structure of the Atmosphere on the Major Planets, Journal of the Atmospheric Sciences, Band 26, 1969, S. 813
- mit Donald M. Hunten Helium Abundance on Jupiter, Space Science Reviews, Band 14, 1973, S. 433–443